# 日本保安用品協会
公益社団法人日本保安用品協会（にほんほあんようひんきょうかい、英文名称Japan Safety Appliances Association.）は、保安用品関連の業界団体で構成された団体であり、内閣府所管の社団法人である。

## 概要
- 本部所在地 - 〒113-0034 東京都文京区湯島2-31-15　和光湯島ビル5階
- 設立 - 1948年（昭和23年）7月10日
- 会長 - 酒井眞一
- 会員 - 普通会員28社、維持会員10団体、特別会員、賛助会員
- 委員会 - 庶務委員会、財務委員会、内部監査委員会、事業委員会、広報委員会、工業会等連絡委員会、ISO/TC85/SC2放射線防護国内対策委員会、ISO/TC94/SC1安全帽国内対策委員会、ISO/TC94/SC3安全靴国内対策委員会、ISO/TC94/SC6目及び顔の保護具国内対策委員会、ISO/TC94/SC13防護服国内対策委員会、ISO/TC94/SC15呼吸用保護具国内対策委員会、ISO/TC145/SC2安全標識国内対策委員会
- 事業内容

保安用品に関する調査研究および製造事業者に対する指導など。

## 構成団体
- 日本安全帽工業会

ヘルメットの製造業者で構成された団体。
- 日本安全靴工業会

安全靴の製造業者で構成された団体。
- 日本保護眼鏡工業会

保護眼鏡の製造業者で構成された団体。
- 産業用ガス検知警報器工業会

ガス検知警報器の製造業者で構成された団体。
- 日本ウインドウ・フイルム工業会

ウインドウ・フィルムの製造業者で構成された団体。
- 日本呼吸用保護具工業会

呼吸用保護具の製造業者で構成された団体。
- 日本安全帯研究会

安全帯の製造業者で構成された団体。
- 日本防護服研究会

防護服の製造業者で構成された団体。
- 日本プロテクティブスニーカー協会

プロテクティブスニーカーの製造業者で構成された団体。
- 日本標識工業会

標識の製造業者で構成された団体。

## 沿革
- 1948年（昭和23年）
  - 7月10日 - 炭坑保安用品協会創立（中央区日本橋に事務所を設置）
  - 10月7日 - 労働衛生保護具協会創立（川崎機械工業東京支店内に事務所設置）
- 1951年（昭和26年）11月24日 - 両協会が合併し、日本保安用品協会と改称
- 1953年（昭和28年）4月1日 - 事務所移転
- 1959年（昭和34年）3月28日 - 社団法人化
- 1963年（昭和38年）5月1日 - 文京区三軒町の教育ビルに事務所移転
- 1997年（平成9年）8月1日 - 現在地に移転